# Dioscorea bemandry
Dioscorea bemandry là một loài thực vật có hoa trong họ Dioscoreaceae. Loài này được Jum. & H.Perrier mô tả khoa học đầu tiên năm 1909.